# 马店孜镇
马店孜镇，是中华人民共和国安徽省亳州市利辛县下辖的一个乡镇级行政单位。

## 行政区划
马店孜镇下辖以下地区：
马店社区居社区、双沟社区、土楼社区、东门社区、王园村、叶寨村、王营村、后寨村、水寨村、新建村、沈营村、桃园村、四李村、康洼村、孙刘村和姜营村。